# Bilheira
Bilheira é um distrito do município brasileiro de Sobral, no interior do estado do Ceará. Segundo o censo demográfico de 2022, realizado pelo Instituto Brasileiro de Geografia e Estatística (IBGE), sua população era de 893 habitantes e havia 322 domicílios particulares permanentes ocupados.
Foi criado pela lei municipal nº 681 de 10 de maio de 2006. Antes da lei municipal, o distrito era uma localidade de Taperuaba, do mesmo município. O nome Bilheira é oriundo do riacho de mesmo nome que transpassa a vila sede do distrito.